# كرة الهدف في الألعاب البارالمبية الصيفية 2024
كرة الهدف في الألعاب البارالمبية الصيفية 2024 أقيمت في قاعة جنوب باريس في باريس، فرنسا.

## التصفيات

### تغيير في التنسيق
كلا من بطولات الرجال والنساء كانت تُستخدم لتأهيل عشر فرق لكل منهما لدورة الألعاب البارالمبية الصيفية 2020. في 19 نوفمبر 2021، أعلنت اللجنة البارالمبية الدولية (IPC) أنه خلال دورة الألعاب البارالمبية الصيفية 2024، ستضم جميع الرياضات الجماعية ثمانية فرق مشاركة فقط لكل من الرجال والنساء. هذا قلل من مباريات الجولة الدائرية في حدثين من 40 إلى 24 مباراة.

### الرجال
| وسائل التأهل                                       | التاريخ             | المكان     | المقاعد | المتأهلون        |
| -------------------------------------------------- | ------------------- | ---------- | ------- | ---------------- |
| استضافة الدولة المنظمة                             | —                   | —          | 1       | فرنسا            |
| بطولة العالم لكرة الهدف 2022                       | 5 – 17 ديسمبر 2022  | متزنيش     | 2       | البرازيل · الصين |
| ألعاب الاتحاد الدولي لرياضة المكفوفين العالمية     | 18–27 أغسطس 2023    | برمنغهام   | 1       | اليابان          |
| بطولات آسيا والمحيط الهادئ لاتحاد المكفوفين الدولي | 10–19 نوفمبر 2023   | هانغتشو    | 1       | إيران            |
| ألعاب بارابان الأمريكية 2023                       | 17 – 23 نوفمبر 2023 | سانتياغو   | 1       | الولايات المتحدة |
| بطولات أوروبا لاتحاد المكفوفين الدولي              | 6–17 ديسمبر 2023    | بودغوريتسا | 1       | أوكرانيا         |
| بطولات أفريقيا لاتحاد المكفوفين الدولي             | 8–15 ديسمبر 2023    | القاهرة    | 1       | مصر              |
| المجموع                                            |                     |            | 8       |                  |

### السيدات
| وسيلة التأهل                                              | التاريخ             | المكان     | المقاعد | المؤهلون               |
| --------------------------------------------------------- | ------------------- | ---------- | ------- | ---------------------- |
| تخصيص الدولة المضيفة                                      | —                   | —          | 1       | فرنسا                  |
| بطولة العالم لكرة الهدف 2022                              | 5 – 17 ديسمبر 2022  | متزنيش     | 2       | كوريا الجنوبية · تركيا |
| ألعاب الاتحاد الدولي لرياضة المكفوفين العالمية            | 18–27 أغسطس 2023    | برمنغهام   | 2       | الصين · البرازيل       |
| بطولة آسيا والمحيط الهادئ للاتحاد الدولي لرياضة المكفوفين | 10–19 نوفمبر 2023   | هانغتشو    | 1       | اليابان                |
| ألعاب بارابان الأمريكية 2023                              | 17 – 23 نوفمبر 2023 | سانتياغو   | 1       | كندا                   |
| بطولة أوروبا للاتحاد الدولي لرياضة المكفوفين              | 6–17 ديسمبر 2023    | بودغوريتسا | 1       | إسرائيل                |
| المجموع                                                   |                     |            | 8       |                        |

## بطولة الرجال

### صيغة المنافسة
تم تقسيم فرق الرجال الثمانية إلى مجموعتين متساويتين لمرحلة دور المجموعات حيث يلعبون بنظام الجميع ضد الجميع مرة واحدة. تقدمت الفرق الأربعة الأولى من كل مجموعة إلى ربع النهائي. جميع المباريات في المرحلة الثانية كانت بنظام خروج المغلوب.
مجموعة أ: البرازيل، إيران، الولايات المتحدة الأمريكية، فرنسا.
Group B: الصين، أوكرانيا، مصر، اليابان.

### الجولات التمهيدية

#### المجموعة أ
| م | الفريق           | لعب | ف | ت | خ | أ.له | أ.ع | أ.ف | نقاط | س           |
| - | ---------------- | --- | - | - | - | ---- | --- | --- | ---- | ----------- |
| 1 | البرازيل         | 3   | 2 | 1 | 0 | 28   | 20  | +8  | 7    | ربع النهائي |
| 2 | الولايات المتحدة | 3   | 2 | 0 | 1 | 27   | 24  | +3  | 6    | ربع النهائي |
| 3 | إيران            | 3   | 1 | 1 | 1 | 26   | 29  | −3  | 4    | ربع النهائي |
| 4 | فرنسا (H)        | 3   | 0 | 0 | 3 | 17   | 25  | −8  | 0    | ربع النهائي |

| البرازيل                                                         | 8–5   | فرنسا                                           |
| ---------------------------------------------------------------- | ----- | ----------------------------------------------- |
| - دانتاس 1'، 4'، 5'، 8' - سوزا 4' - مورينو 14' - ماركيز 15'، 16' | تقرير | - أوني 1'، 1' - بوعلية 5' - بيش 11' - دودين 17' |

| الولايات المتحدة                                     | 8–13  | البرازيل                                                                                            |
| ---------------------------------------------------- | ----- | --------------------------------------------------------------------------------------------------- |
| - يونغ 5'، 6'، 7'، 8'، 12'، 22' - ميرن 7' - كينغ 10' | تقرير | - مورينو 3'، 5'، 6'، 9'، 14' - إرنستو 6'، 10'، 15' - دانتاس 8'، 13'، 14' - سوزا 21' - ساتورنينو 22' |

| فرنسا                                                   | 8–12  | إيران                                                                                       |
| ------------------------------------------------------- | ----- | ------------------------------------------------------------------------------------------- |
| - أوني 0'، 9'، 11'، 15'، 22' - بوعلية 1' - بيش 13'، 17' | تقرير | - جعفري 2'، 4'، 6'، 7'، 7'، 9'، 12'، 22' - سرافراز 10' - سوري 17'، 17' - بارنيا جوميران 23' |

| الولايات المتحدة                         | 5–4   | فرنسا                         |
| ---------------------------------------- | ----- | ----------------------------- |
| - كينغ 0' - ميرن 3'، 13'، 17' - يونغ 16' | تقرير | - بيش 6'، 18' - أوني 14'، 21' |

| البرازيل                                                      | 7–7   | إيران                                            |
| ------------------------------------------------------------- | ----- | ------------------------------------------------ |
| - دانتاس 0'، 2'، 6'، 19' - سوزا 12' - مورينو 14' - إرنستو 22' | تقرير | - سرافراز 4'، 17'، 22'، 23' - سوري 17'، 21'، 23' |

| إيران                                        | 7–14  | الولايات المتحدة                                                                         |
| -------------------------------------------- | ----- | ---------------------------------------------------------------------------------------- |
| - سوري 8'، 8'، 9'، 21'، 21' - جعفري 16'، 17' | تقرير | - يونغ 0'، 1'، 7'، 16'، 18'، 20' - ميرن 3'، 6' - كينغ 6'، 8'، 9' - سيمبسون 11'، 19'، 21' |

#### المجموعة ب
| م | الفريق   | لعب | ف | ت | خ | أ.له | أ.ع | أ.ف | نقاط | س           |
| - | -------- | --- | - | - | - | ---- | --- | --- | ---- | ----------- |
| 1 | الصين    | 3   | 3 | 0 | 0 | 20   | 11  | +9  | 9    | ربع النهائي |
| 2 | أوكرانيا | 3   | 2 | 0 | 1 | 16   | 17  | −1  | 6    | ربع النهائي |
| 3 | اليابان  | 3   | 1 | 0 | 2 | 25   | 17  | +8  | 3    | ربع النهائي |
| 4 | مصر      | 3   | 0 | 0 | 3 | 8    | 24  | −16 | 0    | ربع النهائي |

| الصين                                    | 7–6   | اليابان                                           |
| ---------------------------------------- | ----- | ------------------------------------------------- |
| - يانغ 2'، 5'، 5'، 8'، 11'، 22' - هو 14' | تقرير | - كانيكو 2'، 14'، 16' - مياجيكي 3'، 6' - سانو 12' |

| أوكرانيا                                               | 6−3   | مصر                        |
| ------------------------------------------------------ | ----- | -------------------------- |
| - أولينيك 0'، 8'، 12'، 16' - زهالين 5' - ستريلتشيك 22' | تقرير | - محمد 11'، 18' - عواد 14' |

| اليابان                                                    | 8–9   | أوكرانيا                                                             |
| ---------------------------------------------------------- | ----- | -------------------------------------------------------------------- |
| - مياجيكي 3'، 3'، 5'، 6'، 13'، 17' - سانو 11' - كانيكو 23' | تقرير | - زهالين 0'، 1' - أولينيك 2'، 8'، 13'، 16'، 21' - ستريلتشيك 13'، 17' |

| مصر                                         | 4–7   | الصين                                        |
| ------------------------------------------- | ----- | -------------------------------------------- |
| - عواد 5' - السيد 12' - محمد 18' - يوسف 22' | تقرير | - يو ديي 1'، 6'، 10' - يانغ 5'، 8'، 15'، 16' |

| مصر       | 1–11  | اليابان                                                                        |
| --------- | ----- | ------------------------------------------------------------------------------ |
| - محمد 6' | تقرير | - سانو 6'، 6' - كانيكو 7'، 8'، 8'، 10' - مياجيكي 12'، 13'، 13'، 14' - توري 13' |

| الصين                                                     | 6–1   | أوكرانيا        |
| --------------------------------------------------------- | ----- | --------------- |
| - يو ديي 2'، 7' - يانغ 13'، 17' - هو 17' - يو كينكوان 18' | تقرير | - تسيغانيكو 19' |

### مرحلة خروج المغلوب

#### القوس
|  | ربع النهائي      | ربع النهائي                 |          |    | نصف النهائي                | نصف النهائي                |  |  | مباراة الميدالية الذهبية | مباراة الميدالية الذهبية |
|  |                  |                             |          |    |                            |                            |  |  |                          |                          |
|  | 2 سبتمبر         |                             |          |    |                            |                            |  |  |                          |                          |
|  |                  |                             |          |    |                            |                            |  |  |                          |                          |
|  | البرازيل         | 10                          |          |    |                            |                            |  |  |                          |                          |
|  | البرازيل         | 10                          | 4 سبتمبر |    |                            |                            |  |  |                          |                          |
|  | مصر              | 0                           |          |    |                            |                            |  |  |                          |                          |
|  | مصر              | 0                           | البرازيل | 4  |                            |                            |  |  |                          |                          |
|  | 2 سبتمبر         |                             | البرازيل | 4  |                            |                            |  |  |                          |                          |
|  |                  | أوكرانيا                    | 6        |    |                            |                            |  |  |                          |                          |
|  | أوكرانيا         | أوكرانيا                    | 6        | 6  |                            |                            |  |  |                          |                          |
|  | أوكرانيا         |                             | 5 سبتمبر | 6  |                            |                            |  |  |                          |                          |
|  | إيران            | 3                           |          |    |                            |                            |  |  |                          |                          |
|  | إيران            | 3                           | أوكرانيا | 3  |                            |                            |  |  |                          |                          |
|  | 2 سبتمبر         |                             | أوكرانيا | 3  |                            |                            |  |  |                          |                          |
|  |                  | اليابان (بعد الوقت الإضافي) | 4        |    |                            |                            |  |  |                          |                          |
|  | الصين            | اليابان (بعد الوقت الإضافي) | 4        | 12 |                            |                            |  |  |                          |                          |
|  | الصين            | 4 سبتمبر                    |          | 12 |                            |                            |  |  |                          |                          |
|  | فرنسا            | 2                           |          |    |                            |                            |  |  |                          |                          |
|  | فرنسا            | 2                           | الصين    | 5  |                            |                            |  |  |                          |                          |
|  | 2 سبتمبر         |                             | الصين    | 5  |                            |                            |  |  |                          |                          |
|  |                  | اليابان                     | 13       |    | مباراة الميدالية البرونزية | مباراة الميدالية البرونزية |  |  |                          |                          |
|  | الولايات المتحدة | اليابان                     | 13       | 4  | مباراة الميدالية البرونزية | مباراة الميدالية البرونزية |  |  |                          |                          |
|  | الولايات المتحدة |                             | 5 سبتمبر | 4  |                            |                            |  |  |                          |                          |
|  | اليابان          | 6                           |          |    |                            |                            |  |  |                          |                          |
|  | اليابان          | 6                           | البرازيل | 5  |                            |                            |  |  |                          |                          |
|  |                  |                             |          |    |                            |                            |  |  |                          |                          |
|  | الصين            | 3                           |          |    |                            |                            |  |  |                          |                          |
|  | الصين            | 3                           |          |    |                            |                            |  |  |                          |                          |

#### ربع النهائي
| البرازيل                                                                                 | 10–0  | مصر |
| ---------------------------------------------------------------------------------------- | ----- | --- |
| - مورينو 4'، 6' - إرنيستو 9'، 15' - سوزا 10'، 12'، 14' - دانتاس 11'، 17' - ساتورنينو 17' | تقرير |     |

| أوكرانيا                                      | 6–3   | إيران                 |
| --------------------------------------------- | ----- | --------------------- |
| - أولينيك 2'، 4'، 22'، 23' - ستريلشيك 9'، 23' | تقرير | - سرفراز 6'، 14'، 16' |

| الصين                                                         | 12–2  | فرنسا          |
| ------------------------------------------------------------- | ----- | -------------- |
| - يانغ 1'، 2'، 6'، 7'، 9'، 10'، 13'، 14'، 14'، 15' - يو دِي 1' | تقرير | - بايش 9'، 12' |

| الولايات المتحدة               | 4–6   | اليابان                                     |
| ------------------------------ | ----- | ------------------------------------------- |
| - يونغ 1'، 16' - ميرين 4'، 16' | تقرير | - كانيكو 2'، 3'، 21' - مياجيكي 9'، 15'، 15' |

#### مباراة تحديد المركز السابع
| فرنسا                                                | 6–4   | مصر                          |
| ---------------------------------------------------- | ----- | ---------------------------- |
| - بواليا 0'، 1' - بايش 3'، 18' - دودان 9' - أوني 10' | تقرير | - محمد 0'، 18' - عواد 3'، 6' |

#### مباراة تحديد المركز الخامس
| الولايات المتحدة الأمريكية | 3–4     | إيران                                   |
| -------------------------- | ------- | --------------------------------------- |
| - ميران 0' - كينغ 16'، 19' | التقرير | - جعفري 3'، 22' - پرنيا جوميران 3'، 18' |

#### نصف النهائي
| البرازيل                                    | 4–6   | أوكرانيا                                                    |
| ------------------------------------------- | ----- | ----------------------------------------------------------- |
| - سوزا 0' - مورينو 0' (ضربة جزاء)، 18'، 21' | تقرير | - ستريلتشيك 0' - أولينيك 2'، 10'، 15'، 21' (ضربة جزاء)، 21' |

| الصين                                  | 5–13  | اليابان |
| -------------------------------------- | ----- | --- |
| - يانغ 1'، 8'، 17' - يو دي يي 21'، 23' | تقرير | - مياجيكي 0'، 1'، 1'، 6'، 8' - كانيكو 7'، 7' (ضربة جزاء)، 7'، 13'، 16'، 16' (ضربة جزاء)، 20' ، 22' (ضربة جزاء) |

#### مباراة الميدالية البرونزية
| 5 سبتمبر 2024 13:15 | البرازيل                            | 5–3   | الصين                      | استاد جنوب باريس، باريس الحكم: منار عبيدات (الأردن) يوها فوكيلة (فنلندا) |
| 5 سبتمبر 2024 13:15 | مورينو 6'، 13'، 15' · سوزا 13'، 15' | تقرير | يانغ 15' · يو داي 17'، 22' | استاد جنوب باريس، باريس الحكم: منار عبيدات (الأردن) يوها فوكيلة (فنلندا) |
| 5 سبتمبر 2024 13:15 |                                     |       |                            | استاد جنوب باريس، باريس الحكم: منار عبيدات (الأردن) يوها فوكيلة (فنلندا) |

#### المباراة النهائية للميدالية الذهبية
| 5 سبتمبر 2024 19:30 | أوكرانيا                       | 3–4 (a.e.t.) | اليابان                                 | صالة جنوب باريس، باريس الحكم: أنطونيوس كريستودولوس (اليونان) روميولداس فيتيكوس (ليتوانيا) |
| 5 سبتمبر 2024 19:30 | Strelchyk 4'، 21' · Oliinyk 8' | تقرير        | Kaneko 2' · Miyajiki 2' · Sano 15'، 25' | صالة جنوب باريس، باريس الحكم: أنطونيوس كريستودولوس (اليونان) روميولداس فيتيكوس (ليتوانيا) |
| 5 سبتمبر 2024 19:30 |                                |              |                                         | صالة جنوب باريس، باريس الحكم: أنطونيوس كريستودولوس (اليونان) روميولداس فيتيكوس (ليتوانيا) |

### الترتيب النهائي
| الترتيب | الفريق           |
| ------- | ---------------- |
| الأول   | اليابان          |
| الثاني  | أوكرانيا         |
| الثالث  | البرازيل         |
| 4       | الصين            |
| 5       | إيران            |
| 6       | الولايات المتحدة |
| 7       | فرنسا            |
| 8       | مصر              |

## بطولة النساء

### صيغة المنافسة
تم تقسيم فرق السيدات الثمانية إلى مجموعتين متساويتين لمرحلة المجموعات بنظام round robin الفردية. تأهلت الفرق الأربعة الأولى من كل مجموعة إلى ربع النهائي. كانت جميع المباريات في المرحلة الثانية بنظام knock-out.
المجموعة ج: تركيا، إسرائيل، الصين، البرازيل.
المجموعة د: كوريا الجنوبية، كندا، فرنسا، اليابان.

### الجولة التمهيدية

#### المجموعة ج
| م | الفريق   | لعب | ف | ت | خ | أ.له | أ.ع | أ.ف | نقاط |
| - | -------- | --- | - | - | - | ---- | --- | --- | ---- |
| 1 | الصين    | 3   | 3 | 0 | 0 | 16   | 7   | +9  | 9    |
| 2 | تركيا    | 3   | 1 | 1 | 1 | 13   | 14  | −1  | 4    |
| 3 | إسرائيل  | 3   | 1 | 0 | 2 | 13   | 15  | −2  | 3    |
| 4 | البرازيل | 3   | 0 | 1 | 2 | 8    | 14  | −6  | 1    |

| TUR                          | 3–3   | البرازيل                        |
| ---------------------------- | ----- | ------------------------------- |
| - سيفد. ألتونلوك 2'، 4'، 22' | تقرير | - دي ليما 0'، 7' - فيتورينو 12' |

| البرازيل                                      | 4–8   | إسرائيل                                                   |
| --------------------------------------------- | ----- | --------------------------------------------------------- |
| - Vitorino 11'، 18' - de Lima 13' - Moura 20' | تقرير | - Mizrahi 8'، 13'، 16'، 22' - Ben-David 8'، 10'، 16'، 20' |

| الصين                                         | 7–5     | تركيا                                      |
| --------------------------------------------- | ------- | ------------------------------------------ |
| - وانغ تشونيان 1'، 6'، 6'، 12'، 13'، 13'، 16' | التقرير | - سيفدت ألتونولوك 0'، 1'، 3'، 5' - غولر 5' |

| تركيا                                       | 5–4   | إسرائيل                                       |
| ------------------------------------------- | ----- | --------------------------------------------- |
| - سيفد. ألتونولوك 7'، 8'، 8'، 14' - جولر 9' | تقرير | - محاميد 13' - بن-دافيد 15'، 20' - مزراحي 23' |

| الصين                             | 3–1   | البرازيل   |
| --------------------------------- | ----- | ---------- |
| - Wang Chunyan 11'، 19' - Cao 14' | تقرير | - Lima 14' |

| إسرائيل       | 1–6   | الصين                                           |
| ------------- | ----- | ----------------------------------------------- |
| - Mizrahi 18' | تقرير | - Wang Chenyang 3'، 13'، 20' - Cao 5'، 13'، 14' |

#### المجموعة د
| م | الفريق         | لعب | ف | ت | خ | أ.له | أ.ع | أ.ف | نقاط |
| - | -------------- | --- | - | - | - | ---- | --- | --- | ---- |
| 1 | اليابان        | 3   | 3 | 0 | 0 | 11   | 2   | +9  | 9    |
| 2 | كندا           | 3   | 1 | 1 | 1 | 11   | 2   | +9  | 4    |
| 3 | كوريا الجنوبية | 3   | 1 | 1 | 1 | 7    | 4   | +3  | 4    |
| 4 | فرنسا (H)      | 3   | 0 | 0 | 3 | 1    | 22  | −21 | 0    |

| كندا                                                                        | 10–0  | فرنسا |
| --------------------------------------------------------------------------- | ----- | ----- |
| - صالح زاده 1'، 4' - راينك 1'، 5'، 9'، 20'، 20'، 21' - ماهون 13' - بورك 22' | تقرير |       |

| كوريا الجنوبية   | 1–3   | اليابان                 |
| ---------------- | ----- | ----------------------- |
| - سيم سون هوا 3' | تقرير | - هاجيوارا 7'، 17'، 23' |

| JPN                 | 2–1     | كندا       |
| ------------------- | ------- | ---------- |
| - هاجيوارا 10'، 22' | التقرير | - راينك 0' |

| فرنسا     | 1–6   | كوريا الجنوبية                                          |
| --------- | ----- | ------------------------------------------------------- |
| - عجمي 0' | تقرير | - سيم سيون هوا 3'، 14'، 15'، 16' - بارك أون جي 14'، 15' |

| كوريا الجنوبية | 0–0   | كندا |
| -------------- | ----- | ---- |
|                | تقرير |      |

| فرنسا | 0–6   | اليابان                                                            |
| ----- | ----- | ------------------------------------------------------------------ |
|       | تقرير | - هاجيوارا 1' - كومييا 10'، 18' - تيما 11' - أراي 12' - أومورو 22' |

### مرحلة خروج المغلوب

#### القوس
|  | ربع النهائي | ربع النهائي |          |   | نصف النهائي                | نصف النهائي                |  |  | مباراة الميدالية الذهبية | مباراة الميدالية الذهبية |
|  |             |             |          |   |                            |                            |  |  |                          |                          |
|  | 3 سبتمبر    |             |          |   |                            |                            |  |  |                          |                          |
|  |             |             |          |   |                            |                            |  |  |                          |                          |
|  | الصين       | 12          |          |   |                            |                            |  |  |                          |                          |
|  | الصين       | 12          | 4 سبتمبر |   |                            |                            |  |  |                          |                          |
|  | فرنسا       | 2           |          |   |                            |                            |  |  |                          |                          |
|  | فرنسا       | 2           | الصين    | 1 |                            |                            |  |  |                          |                          |
|  | 3 سبتمبر    |             | الصين    | 1 |                            |                            |  |  |                          |                          |
|  |             | إسرائيل     | 2        |   |                            |                            |  |  |                          |                          |
|  | كندا        | إسرائيل     | 2        | 1 |                            |                            |  |  |                          |                          |
|  | كندا        |             | 5 سبتمبر | 1 |                            |                            |  |  |                          |                          |
|  | إسرائيل     | 5           |          |   |                            |                            |  |  |                          |                          |
|  | إسرائيل     | 5           | إسرائيل  | 3 |                            |                            |  |  |                          |                          |
|  | 3 سبتمبر    |             | إسرائيل  | 3 |                            |                            |  |  |                          |                          |
|  |             | تركيا       | 8        |   |                            |                            |  |  |                          |                          |
|  | اليابان     | تركيا       | 8        | 0 |                            |                            |  |  |                          |                          |
|  | اليابان     | 4 سبتمبر    |          | 0 |                            |                            |  |  |                          |                          |
|  | البرازيل    | 2           |          |   |                            |                            |  |  |                          |                          |
|  | البرازيل    | 2           | البرازيل | 1 |                            |                            |  |  |                          |                          |
|  | 3 سبتمبر    |             | البرازيل | 1 |                            |                            |  |  |                          |                          |
|  |             | تركيا       | 3        |   | مباراة الميدالية البرونزية | مباراة الميدالية البرونزية |  |  |                          |                          |
|  | تركيا       | تركيا       | 3        | 6 | مباراة الميدالية البرونزية | مباراة الميدالية البرونزية |  |  |                          |                          |
|  | تركيا       |             | 5 سبتمبر | 6 |                            |                            |  |  |                          |                          |
|  | كوريا       | 3           |          |   |                            |                            |  |  |                          |                          |
|  | كوريا       | 3           | الصين    | 6 |                            |                            |  |  |                          |                          |
|  |             |             |          |   |                            |                            |  |  |                          |                          |
|  | البرازيل    | 0           |          |   |                            |                            |  |  |                          |                          |
|  | البرازيل    | 0           |          |   |                            |                            |  |  |                          |                          |

#### ربع النهائي
| الصين                                                                                            | 12–2  | فرنسا                                    |
| ------------------------------------------------------------------------------------------------ | ----- | ---------------------------------------- |
| - Cao 1'، 3'، 7'، 18'، 19'، 21'، 22' - Zhang 15'، 17'، 17' - Wang Chunyan 20' - Wang Chunhua 22' | تقرير | - Rondpierre 13' - Ajami 17' (ركلة جزاء) |

| كندا       | 1–5   | إسرائيل                                  |
| ---------- | ----- | ---------------------------------------- |
| - بورك 13' | تقرير | - بن دافيد 1'، 6'، 12'، 19' - مزراحي 18' |

| JPN | 0–2   | البرازيل           |
| --- | ----- | ------------------ |
|     | تقرير | - فيتورينو 0'، 16' |

| TUR                                                      | 6–3   | كوريا الجنوبية                         |
| -------------------------------------------------------- | ----- | -------------------------------------- |
| - Sevd. Altunoluk 0'، 2'، 6'، 12' - Güler 6' - ألتان 22' | تقرير | - سيو مين-جي 5' - سيم سون-هوا 17'، 23' |

#### مباراة المركز السابع
| كوريا الجنوبية                                                                      | 2–2   | فرنسا                                                       |
| ----------------------------------------------------------------------------------- | ----- | ----------------------------------------------------------- |
| - Sim Seon-hwa 3' - Seo Min-ji 11'                                                  | تقرير | - Rondepierre 7' - Ajami 20'                                |
| ركلات الترجيح                                                                       |       |                                                             |
| - Kim Hee-jin - Sim Seon-hwa - Seo Min-ji - Park Eun-ji - Kim Eun-ji - Choi Eum-jee | 2–1   | - Gonzalez - Berquier - Ajami - Matos - Rondepierre - Alhan |

#### مباراة المركز الخامس
| اليابان | 0–1   | كندا      |
| ------- | ----- | --------- |
|         | تقرير | - Burk 4' |

#### نصف النهائي
| الصين              | 1–2   | إسرائيل                    |
| ------------------ | ----- | -------------------------- |
| - وانغ تشون يان 8' | تقرير | - بن ديفيد 3' - محاميد 14' |

| البرازيل      | 1–3   | تركيا                         |
| ------------- | ----- | ----------------------------- |
| - Vitorino 6' | تقرير | - Güler 2' - Altunoluk 3'، 8' |

#### مباراة الميدالية البرونزية
| الصين                                           | 0–6   | البرازيل |
| ----------------------------------------------- | ----- | -------- |
| - كاوو 2'، 12' - وانغ تشونيان 3'، 12'، 13'، 19' | تقرير |          |

#### مباراة الميدالية الذهبية
| إسرائيل                | 3–8   | تركيا                                                    |
| ---------------------- | ----- | -------------------------------------------------------- |
| - بن-دافيد 3'، 8'، 18' | تقرير | - سيفد. ألتونولوك 1'، 3'، 4'، 15' - غولير 1'، 4'، 5'، 8' |

### الترتيب النهائي
| الترتيب | الفريق         |
| ------- | -------------- |
| الأول   | تركيا          |
| الثاني  | إسرائيل        |
| الثالث  | الصين          |
| 4       | البرازيل       |
| 5       | كندا           |
| 6       | اليابان        |
| 7       | كوريا الجنوبية |
| 8       | فرنسا          |

## الفائزون بالميداليات
| Event         | الذهبية | الفضية | البرونزية |
| ------------- | --- | --- | --- |
| بطولة الرجال  | اليابان (اليابان) · يوتو سانوص · هاروكي توري · يوجي تاجوتشي · ناوكي هاغيوارا · كازويا كانيكو · كوجي مياجيكي   | أوكرانيا (أوكرانيا) · فاسيلي أولينيك · أنتون سترلتشيك · فيدير سيدورينكو · يفهيني تيجانينكو · روديون جيالين · أولكساندر توبوركوف | البرازيل (البرازيل) · أندري دانتاس · إيمرسون إرنستو · روماريو ماركيز · ليومون مورينو · باولو ساتورنينو · جوسيمارسيو سوزا |
| بطولة السيدات | تركيا (تركيا) · فاطمة غل غولر · ريحان يلماز · سيفدا ألتونولوك · شيدنور كابلان · سفتاب ألتونولوك · برفين ألتان | إسرائيل (إسرائيل) · إلهام محاميد روزين · نوعا مالكا · جال همراني · أوري مزراحي · روني أوحيون · ليه بن دافيد                     | الصين (الصين) · تشانغ شيلينغ · كاو تشنهوا · شو مياو · وانغ تشونيان · كه بيينغ · وانغ تشونهوا                             |

## روابط خارجية
- كتاب النتائج